# 圓頭南鰍
圓頭南鰍（學名：Schistura globiceps）為輻鰭魚綱鯉形目條鰍科南鰍屬的其中一種。分布於亞洲寮國烏南河流域，本魚體延長，口下位，下唇具有一個中央的切口，下頜有一個中央的凹槽，側線完整，身體有6-8條橫帶，約略一樣寬間隙，背鰭基底前面地具有一個模糊的斑點, 伴著一個低的細長白灰色斑塊，體長可達5.3公分，棲息森林溪流底層水域，生活習性不明。

## 扩展阅读
維基物種上的相關：圓頭南鰍